# Saint-Martial-de-Gimel
Saint-Martial-de-Gimel é uma comuna francesa na região administrativa da Nova Aquitânia, no departamento de Corrèze. Estende-se por uma área de 24,04 km². Em 2010 a comuna tinha 494 habitantes (densidade: 20,5 hab./km²).